# Stora Vrems säteri
Stora Vrem, även Stora Wrem, gård, var tidigare ett säteri, beläget i Kville socken, Tanums kommun. Godset är beläget nära Fjällbacka och är belagt i källor 1326 och 1341.
Under senare delen av 1800-talet och en bit in på 1900-talet fanns ett mejeri, lantbruksskola och småskola på Stora Vrem. Den nuvarande gula mangårdsbyggnaden är uppförd på 1850-talet och övriga byggnader vid början av 1900-talet. År 1867 beskrevs Säteriet Stora Vrem som 33/8 mantal med underlydande 2 3/4 mantal rå och rörshemman och bebyggt för ståndspersoner med ett prydligt nytt Corps de logis, innehållande 6 rum och kök i bottenvåningen och 7 på övervåningen.
Gårdens nuvarande ägare Stanley Andersson. Herrgården är inte tillgänglig för allmänheten. Idag består gården av 220 hektar mark och den huvudsakliga verksamheten består av boskapsuppfödning i förening med ägarfamiljens andra gård Torpane.

## Historia
Det är i en uppgörelse mellan Drotsen Herr Erling Vidkunnssön som Hertuginde Ingeborgs ombudsman och Herr Finn Agmundssöns Parti nämns Roæims första gången. Den 3 august 1346 hölls ett ting på Vrem då kallat Roeims varvid en förteckning upprättades över kungens jordagods i Kville Skeppsreda i Ranrike. Godset upptogs första gången som sätesgård i Jordaboken upprättad 1697. År 1719 kvarstår godset som sätesgård, men utan en uppgift om mantalsstorlek.
Namnet Vrem har sitt ursprung i ett Vró-heimr eller Ró- innehållande de fornnordiska förleden ró,rǭ, samma ord som i svenska vrå, här använt om en undangömd plats i terrängen. Stora Vrem ligger i innersta delarna av en slätt.
Godsets först kända innehavare är Christoffer Galde som förvärvade egendomen omkring 1610. År 1631 lydde 67 gårdar under Vrem.
Efter Torstensonska kriget 1643–1645 tvingade de holländska långivarna Gabriel och Selius Marsilius Danmarks kung Fredrik III att 1648 som delbetalning för givna krediter överlåta Stora Vrem. Bröderna var dock bankirer och hade lite intresse för att bedriva jordbruk i ett främmande land. Därför bjöds godset ut till försäljning i början av år 1650, varvid Daniel Bildt såg ett nytt förvärvstillfälle. Likviden skedde kontant varför Bildt måste ta stora lån för att finansiera förvärvet. Under Vrem hörde då 22 hemman.
Efter att Bildt blivit sjuk och avlidit 1651 beslöt änkan Dorothea Jensdatter Bielke (1612–1674) att på Vrems säteri investera i ett ståndsmässigt trevåningshus uppfört i sten, "som ej hade sin like i hela Bohus län”. Dorothea gifte bort sin yngste son Christian Bildt med Rutger von Aschebergs dotter Margareta Sabina. Christian dog redan vid 27 års ålder år 1672, vavid godset gick över till Margareta Sabina von Ascheberg.
Godset som varit ett av de största i Bohuslän, förlorade många hemman, genom Karl XI:s reduktion.
Knut Bildt såg en möjlighet att komma över Vrem och återupprätta det bildtska godsimperiet under Danmarks krig (1644-45 och 1657-60) mot Sverige, varvid den svenska familjen Ascheberg sannolikt skulle tvingas bort från Bohuslän. Georg Lilliehöök gifte sig med änkan Margareta Sabina von Ascheberg, men makarna bodde dock inte på Vrem i Bohus län.
Vid mitten av 1700-talet fanns det både barrskog och lövskog med bok, vid Stora Vrem.
Major Conrad Vilhelm von Döbeln köpte 1786 Stora Vrem, förbättrade egendomen med nya byggnader. Han dog den 21 december 1804 på Stora Vrem och begrovs den 4 februari 1805i Kville sockenkyrka. Major Carl Adolf Edvard von Döbeln ärvde säteriet, men dog ogift redan den 5 november 1848 genom vid jaktolycka på Stora Vrem.
Göteborgs och Bohus läns lantbruksskola flyttades 1868 från säteriet Partille till Stora Vrem, där den blev kvar till 1904, då den upphörde.

### Stora Vrem ägare
- 1610 – Christoffer Galde
- 1620 – Danska kronan
- 1630 – Peder Andersen, tullnär (arrendator)
- 1648 – Gabriel Marselius & Selius Marselius
- 1650 – Daniel Bildt, Krigskommissarie
- 1651 – Christian Bildt
- 1672 – Margareta Sabina von Ascheberg[12]
- 1740 – Bernhard Virgin
- 1743 – Arvid Bernhard Virgin
- 1786 – Conrad Vilhelm von Döbeln, Major
- 1804 – Carl Adolf Edvard von Döbeln, Major
- 1850 – S Neiglick, Överstelöjtnant
- 1870 – Vrems Lantbruks AB (för länet lantmannaskola)
- 1894 – Bohus läns hushållningssällskap
- 1910 – August Ullgren & Carl Moritz Ullgren
- 1915 – Anders Johansson & Anders Karlsson
- 1918 – Johan Thorén Hansson
- 1937 – Hans och Sixten Hansson
- 2013 – Stanley Andersson